# マギー・マラン
マギー・マラン（Maguy Marin, 1951年6月2日 - ）は、フランスのバレエ、コンテンポラリー・ダンス振付家。

## 経歴
1951年にフランスのトゥールーズに生まれる。両親はスペインからの亡命者だった。
幼い頃からクラシック・バレエを学び、パリ国立高等音楽・舞踊学校に進学する。卒業後、パリのストラスブール・バレエ団に入団するが、次第にコンテンポラリー作品に傾倒し、1970年にモーリス・ベジャールの主宰するムードラ・バレエ・スクールに入学した。1974年にベジャールの20世紀バレエ団に入団し、ダンサーとして踊る。
1977年に退団し、ムードラ時代の仲間とアルシュ・バレエ・シアターを結成する。翌年バニョレ国際振付コンクールで優勝、『メイB』の成功により注目を浴びた。
1984年にカンパニーはカンパニー・マギー・マランに改称する。ネザーランド・ダンス・シアターやパリ・オペラ座などに作品を提供するフランス・ヌーヴェル・ダンスの旗手である。

## 代表作
- 『メイB』（1981年）
- 『サンドリヨン』（1985年）
- 『エデン』（1986年）
- 『ワーテルゾーイ』（1993年）